# 3M Cantata
En 1965, la société 3M commercialise un lecteur de cartouches audio de très grand format, le 3M Cantata. Les cartouches sont destinées à diffuser de la musique dans les lieux publics, pendant une longue durée. De par la longueur exceptionnelle de la bande, la très faible vitesse de défilement et l'intégration d'un système autoreverse, le tout permettant une diffusion de musique ininterrompue pendant plus de vingt heures, elles restent en usage de leur sortie jusqu'au début des années 1990.
Le 3M Cantata est livré avec une cartouche proposant 700 morceaux courts de style muzak, une musique d'ambiance sans prétention artistique, d'une durée d'environ 27 heures et intitulée Variety Library. D'autres cartouches ont été commercialisées par la suite : chansons de Noël, musique country, etc. 

## Principe
Le support retenu pour le Cantata mélange plusieurs autres technologies : s'il est un type de cartouche audio, le Cantata se rapproche des cassettes en ce sens que la cartouche ne contient non pas une seule bande sans fin mais deux bobines de magnétophone traditionnel au format un quart de pouce. Contrairement aux « cassettes » de type RCA tape cartridge et cassette audio Philips, les bandes ne sont pas disposées côte à côte mais sont superposées. Lorsque la bobine supérieure est totalement déroulée, la tête de lecture se déplace verticalement pour se positionner devant la bobine inférieure et la lecture reprend en sens inverse. La qualité sonore est médiocre du fait du défilement très lent, et le son est uniquement monophonique.
En 1970, 3M propose le Cantata MkII, un modèle plus compact avec des cartouches elles aussi plus petites, le tout uniquement disponible à la location.